# Редукенень
Редукенень, Редукенені (рум. Răducăneni) — село у повіті Ясси в Румунії. Входить до складу комуни Редукенень.
Село розташоване на відстані 314 км на північний схід від Бухареста, 34 км на південний схід від Ясс.

## Населення
За даними перепису населення 2002 року у селі проживали 5325 осіб.
Національний склад населення села:
| Національність | Кількість осіб | Відсоток |
| -------------- | -------------- | -------- |
| румуни         | 5070           | 95,2%    |
| цигани         | 248            | 4,7%     |

Рідною мовою назвали:
| Мова      | Кількість осіб | Відсоток |
| --------- | -------------- | -------- |
| румунська | 5253           | 98,6%    |
| циганська | 68             | 1,3%     |